# 甲斐黄金村・湯之奥金山博物館
甲斐黄金村・湯之奥金山博物館（かいおうごんむら・ゆのおくきんざんはくぶつかん）は、山梨県南巨摩郡身延町にある、「武田信玄の隠し金山」とも呼ばれた湯之奥金山に関連する資料等を展示する博物館である。

## 歴史
身延町の前身となる山梨県西八代郡下部町は、1988年から始まったふるさと創生事業の一環として、考古学・文献史学・民俗学・鉱山技術史・地質学等の見地から、中山、内山、茅小屋の3つの金鉱山からなる湯之奥金山の学術調査を開始した。その結果、戦国時代から江戸時代にかけて操業していたこの金山は、日本の金山経営の初源的形態を保っていることが明らかとなり、歴史的、学術的価値が高いことが明らかになった。下部町では、出土品をはじめとする鉱山関連資料や歴史資料を展示して学術振興や地域活性に役立てるべく、下部温泉郷の入口に博物館を着工。1997年4月24日に、「湯之奥金山資料館」の名称で開館、のちに「甲斐黄金村・湯之奥金山博物館」に名称を改めた。1998年3月31日には博物館法上の登録博物館の登録を受けた。下部町は2004年に合併により身延町となった。

## 展示内容
映像シアター、金山衆の一日の仕事を表現した1/10のジオラマ、甲州金や鉱山道具などの出土品、選鉱を行う作業員の原寸大人形などが展示されている。別途料金で、砂金採り体験もできる。

## 周辺

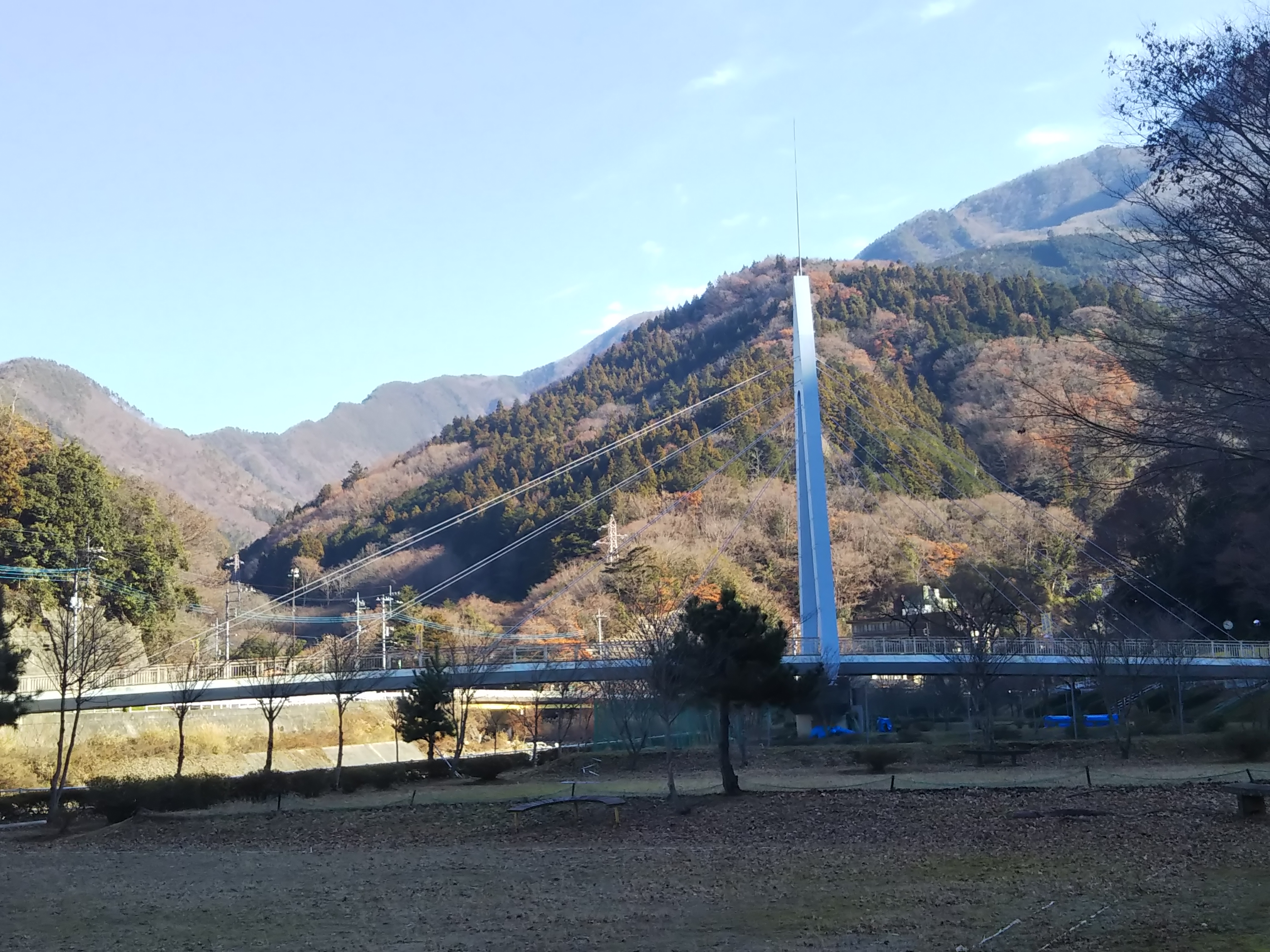
駅と博物館を結ぶ「ふれあい橋」

博物館はJR身延線 下部温泉駅近くに位置し、金山はここから南東に数Kmの山中にあった。
駅から博物館へは下部川を渡る歩行者専用の「ふれあい橋」を通り徒歩3分ほど。この橋は山梨県内で最も長い斜張橋で、歩行者が渡ると童謡が鳴る仕掛けがあることから「メロディーブリッジ」とも呼ばれる。博物館の前には源泉掛け流しの「しもべ黄金の足湯」があり、博物館開館時間中に無料で利用できる。